# Wolfgang Baasch

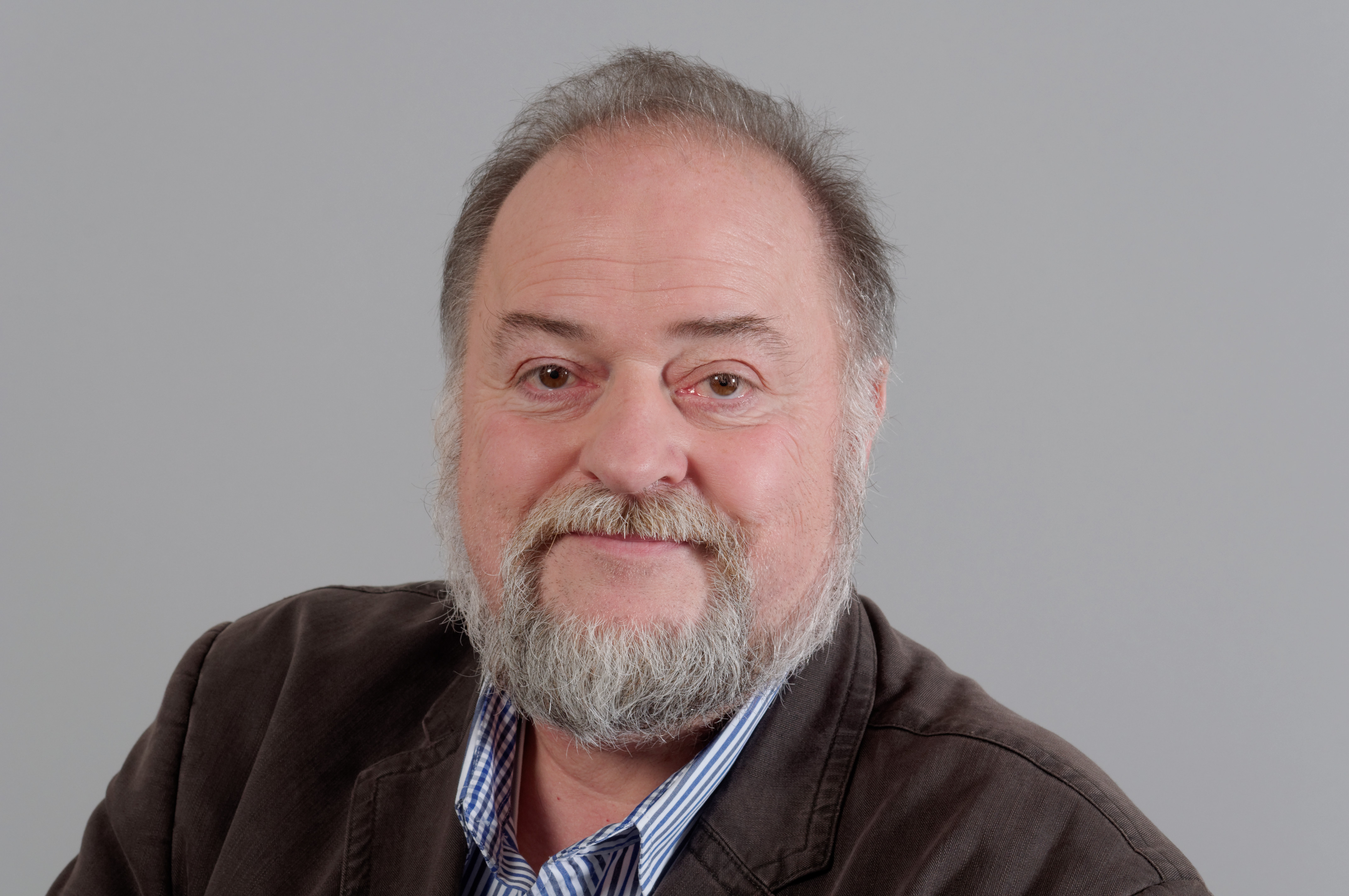
Wolfgang Baasch (2013)

Wolfgang Baasch (* 12. April 1957 in Dänischenhagen) ist ein ehemaliger deutscher Politiker (SPD). Er war von 1996 bis 2022 Mitglied des Landtages von Schleswig-Holstein.

## Leben, Beruf und Ehrenamt
Nach der Mittleren Reife 1973 absolvierte Baasch eine Ausbildung zum Erzieher, die er 1977 mit der staatlichen Anerkennung beendete. Anschließend war er als Lehrer bis 1996 an einer Schule für geistig Behinderte in Bad Schwartau tätig.
Seit 2007 ist Baasch Landesvorsitzender der Arbeiterwohlfahrt (AWO) Schleswig-Holstein und Beisitzer im Vorstand der Lebenshilfe Lübeck. Baasch war von 2010 bis 2011 Mitglied im Aufsichtsrat des VfB Lübeck.
Wolfgang Baasch hat einen Sohn.

## Partei
Seit 1979 ist er Mitglied der SPD. Von 1986 bis 1987 war er stellvertretender Landesvorsitzender der Jusos in Schleswig-Holstein. Von 1994 bis 2008 war er Vorsitzender des SPD-Kreisverbandes Lübeck und ist seit 2007 Mitglied im Landesvorstand der SPD Schleswig-Holstein.

## Abgeordneter
Von 1990 bis zum April 1996 gehörte Baasch der Bürgerschaft der Hansestadt Lübeck an.
Von 1996 bis 2022 war er Mitglied des Landtages von Schleswig-Holstein. Hier gehörte er ab 1996 dem Vorstand der SPD-Landtagsfraktion an und war außerdem Vorsitzender des Fraktionsarbeitskreises Arbeit, Soziales und Gesundheit.
Wolfgang Baasch zog stets als direkt gewählter Abgeordneter der Wahlkreises Lübeck-Mitte (1996 und 2000), Lübeck-Süd (2005, 2009, 2017) bzw. Lübeck-West (2012) in den Landtag ein. Bei der vorgezogenen Landtagswahl 2009 erreichte er 34,5 % der Erststimmen. Bei der vorgezogenen Landtagswahl 2012 wurde er mit 42,1 % der Erststimmen im Wahlkreis Lübeck-West direkt gewählt. Bei der Landtagswahl in Schleswig-Holstein 2017 setzte er sich, nun wieder im Wahlkreis 33 Lübeck-Süd, mit 36,4 % gegen die CDU-Direktkandidatin Anette Röttger (30,3 %) durch. Baasch war Vorsitzender im Europaausschuss. Bei der Landtagswahl 2022 trat er nicht mehr an.